# DaShaun Wood
DaShaun Wood (ur. 29 września 1985 w Detroit) – amerykański koszykarz, występujący na pozycji rozgrywającego.
W 2007 zaliczył obóz szkoleniowy z Atlantą Hawks. W 2008 i 2010 wystąpił w rozgrywkach letniej ligi NBA, w barwach Los Angeles Clippers.

## Osiągnięcia
Na podstawie, o ile nie zaznaczono inaczej.
NCAA
- Uczestnik turnieju NCAA (2007)
- Mistrz:
  - turnieju Ligi Horizon (2007)
  - sezonu regularnego Ligi Horizon (2007)
- Koszykarz roku Ligi Horizon (2007)[5]
- MVP turnieju Horizon League (2007)
- Zaliczony do:
  - I składu:
    - Ligi Horizon (2006, 2007)
    - turnieju Ligi Horizon (2007)
    - defensywnego Ligi Horizon (2006, 2007)
    - najlepszych pierwszorocznych zawodników Ligi Horizon (2004)

  - II składu Ligi Horizon (2005)
- Lider Ligi Horizon w:
  - średniej (19,6) i liczbie (648) punktów (2007)
  - liczbie celnych (223) i oddanych (513) rzutów z gry (2007)
  - przechwytach (1,8 – 2006, 1,9 – 2007)

Drużynowe
- Zdobywca pucharu:
  - Niemiec (2013)
  - Liderów Francji (2014)

Indywidualne
(* – nagrody przyznane przez portal eurobasket.com)
- MVP:
  - ligi niemieckiej (2011)
  - kolejki Eurocup (5 – TOP 16 – 2011/2012)
- Najlepszy ofensywny zawodnik roku niemieckiej ligi BBL (2011, 2012)
- Zaliczony do:
  - I składu:
    - niemieckiej ligi BBL (2011, 2012)
    - najlepszych zawodników zagranicznych*:
      - BBL (2011)
      - ligi francuskiej (2014)

  - II składu ligi francuskiej (2014)*
  - III składu Eurocup (2012)*
- Uczestnik meczu gwiazd ligi niemieckiej (2011, 2012)
- Lider:
  - strzelców niemieckiej ligi BBL (19 – 2011)
  - Eurocupu w asystach (5,42 – 2012)